# گوئن پول (کمیک)
گوئن پول (به انگلیسی: Gwenpool) با نام واقعی گوئندولین «گوئن» پول یک شخصیت تخیلی ضد قهرمان در کتاب‌های کمیک امریکایی منتشر شده توسط مارول کامیکس است. گوئن پول یک دختر از دنیای واقعی است که به دنیای کمیک‌های مارول منتقل شده است. او شخصیتی فانتزی است که ترکیبی از ددپول و گوئن عنکبوتی است.